# Vilho Ylönen
Vilho Ylönen, född 31 maj 1918 i Hankasalmi, död 8 mars 2000 i Konnevesi, var en finländsk sportskytt.
Ylönen blev olympisk silvermedaljör i gevär vid sommarspelen 1952 i Helsingfors.